# Вовківка (Василівський район)
Вовкі́вка —  село в Україні, у Михайлівській селищній громаді Василівського району Запорізької області. Населення становить 137 осіб. До 2017 орган місцевого самоврядування - Михайлівська селищна рада.

## Географія
Село Вовківка знаходиться на відстані 0,5 км від села Нововолодимирівка. Поруч із селом проходить третій Магістральний канал.

## Історія
- 1876 - дата заснування.
- 12 червня 2020 року, відповідно до розпорядження Кабінету Міністрів України № 713-р «Про визначення адміністративних центрів та затвердження територій територіальних громад Запорізької області», село увійшло до складу Михайлівської селищної громади[1].
- 19 липня 2020 року, в результаті адміністративно-територіальної реформи і ліквідації Михайлівського району, село увійшло до складу Василівського району[2].